# Dwayne Bacon
Dwayne Lee Bacon Jr (ur. 30 sierpnia 1995 w Lakeland) – amerykański koszykarz, występujący na pozycji rzucającego obrońcy, obecnie zawodnik AS Monaco Basket.
W 2015 roku wystąpił w dwóch meczach gwiazd szkół średnich – McDonald’s All-American i Jordan Classic. W pierwszym z nich zwyciężył w konkursie wsadów. W tym samym roku został także wyróżniony tytułem najlepszego zawodnika szkół średnich stanu Wirginia (Virginia Gatorade Player of the Year)
24 listopada 2020 został zawodnikiem Orlando Magic. 8 sierpnia 2021 opuścił klub. 19 września 2021 dołączył do New York Knicks. 14 października 2021 został zwolniony. 26 października 2021 zawarł umowę z AS Monaco Basket.

## Osiągnięcia
Stan na 29 października 2021, na podstawie, o ile nie zaznaczono inaczej.
NCAA
- Uczestnik II rundy turnieju NCAA (2017)
- MVP turnieju Orange Bowl Classic vs. FAU (2015)
- Zaliczony do:
  - I składu:
    - najlepszych pierwszorocznych zawodników:
      - NCAA (Kyle Macy Freshman All-America Team – 2016)
      - ACC (2016)

    - turnieju Paradise Jam (2015)
    - ACC Academic (2016)

  - II składu ACC (2017)
- Zwycięzca konkursu wsadów podczas Jam With Ham (Florida State Madness – 2015)